# Jan Scheinost
Jan Scheinost (23. února 1896 Sušice – 22. května 1964 Tuchoměřice) byl český novinář a politik.

## Život

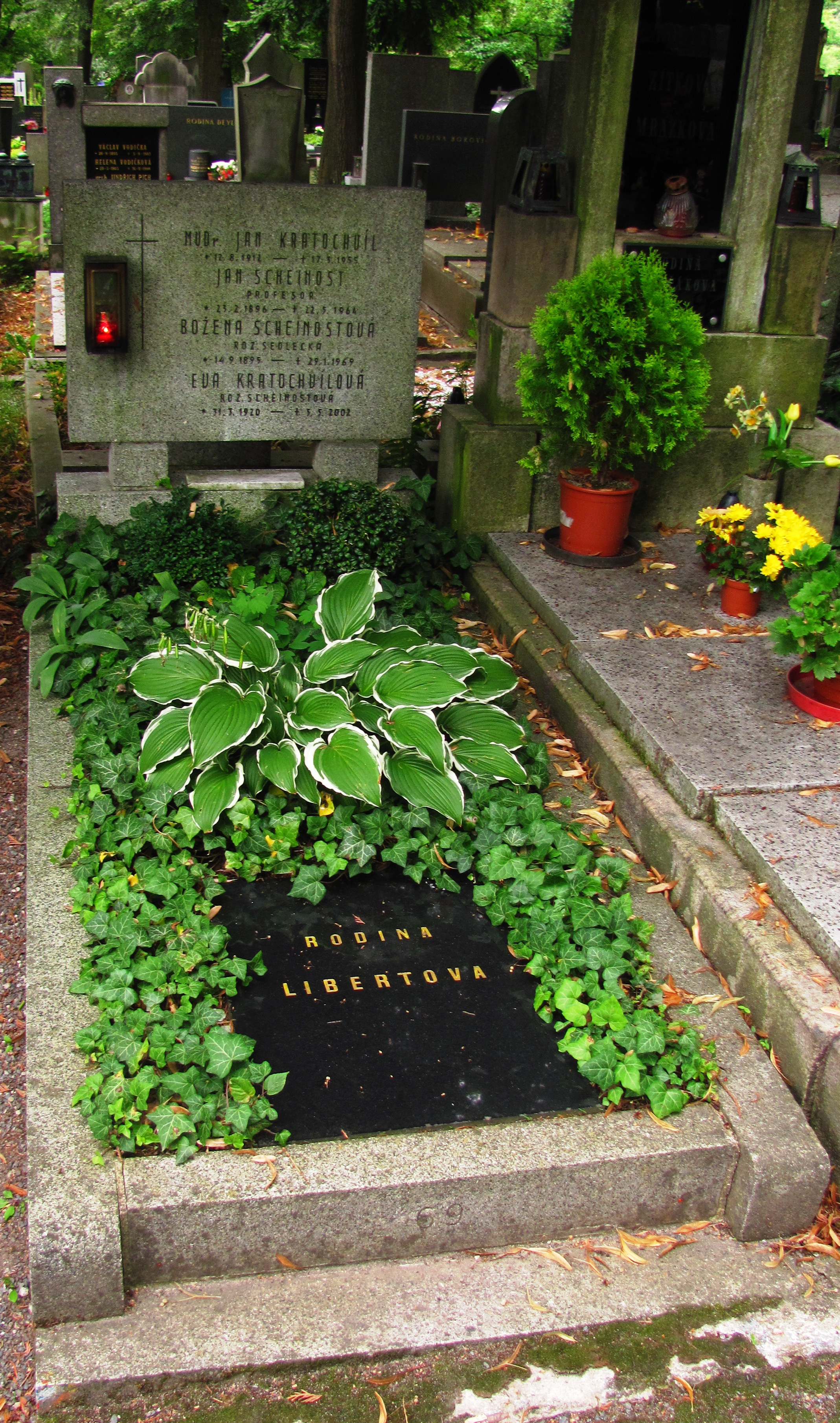
Hrob na Šáreckém hřbitově v Praze

Na Karlově Univerzitě studoval filozofii a historii, po osmi semestrech studií z nejasných důvodů zanechal. V letech 1919–1922 vyučoval coby suplující profesor na sušickém gymnáziu. Mezi lety 1923 a 1927 vydával spolu s Jaroslavem Durychem časopis Rozmach. Do začátku 20. let byl členem Československé národní demokracie, ze které přechází do Československé strany lidové. V letech 1927–1929 působí jako člen Národní obce fašistické, ze které se vrací zpět k lidovcům.
V polovině třicátých let 20. století byl redaktorem Lidových listů a Pražského večerníku.
Od roku 1937 byl rytířem Vojenského a špitálního řádu sv. Lazara Jeruzalémského. V období Protektorátu se v dubnu 1943 stal šéfredaktorem deníku Národní politika a zastával silně proněmecké postoje. Za činnost v době nacistické okupace byl Národním soudem v Praze odsouzen k deseti letům vězení.
Z manželství s Boženou Sedleckou ze Sušice se narodily tři děti – dcera Eva, provdaná Kratochvílová (1920–2002), dcera Lucie, provdaná Chytilová (1927–2014) a syn Jan (1930–1980), který byl překladatelem a novinářem, pracujícím v nakladatelství Vyšehrad.

## Vyznamenání
- Pro Ecclesia et Pontifice
- Řád svatého Silvestra
- Svatováclavská orlice II. a III. stupně